# Jörg Schmidt
Jörg Schmidt (n. 16 februarie 1961, Berlin, RDG – d. 21 iulie 2022) a fost un canoist ce a reprezentat Germania, medaliat olimpic. A participat la o ediție a Jocurilor Olimpice (1988) în care a câștigat o medalie de argint.

## Participări
Lista de mai jos prezintă principalele competiții la care a participat Jörg Schmidt de-a lungul carierei.
- canoeing at the 1988 Summer Olympics – men's C-1 1000 metres[*]